# Baronnie de Sully
La baronnie de Sully est une ancienne division territoriale de l'ancienne province de l'Orléanais située dans le royaume de France et centrée sur la ville de Sully-sur-Loire.
La baronnie de Sully est constituée des châtellenies de Sully, Saint-Gondon et Sennely.

## Géographie
La baronnie de Sully est située dans l'ancienne province de l'Orléanais et dans les régions naturelles du val de Loire et de la Sologne.
Elle est limitée au nord par la Loire, au niveau de Sully-sur-Loire, au sud par le Beuvron entre Lamotte-Beuvron et Cerdon puis en obliquant vers Coullons. La rivière Notre-heure et Poilly-lez-Gien marquent la frontière est. Guilly, Tigy et Ménestreau-en-Villette définissent les contours de la baronnie à l'ouest.

## Histoire
La famille de Sully est la première maison qui possède la baronnie. La famille de La Trémoille prend la succession en 1382 à la suite du mariage de Marie de Sully avec Guy VI de La Trémoille.